# Михайло (Тарновський-Ґротус)
Миха́йло Тарно́вський-Ґро́тус (також Тарна́вський, Ґротус або Ґроцький (Grockyj), пол. Michał Tarnowski-Grotus (Tarnawski), бл. 1670, Полоцьке воєводство, Велике князівство Литовське ― 18 лютого 1718) ― василіянин, титулярний архієпископ Смоленський Руської Унійної Церкви.

## Життєпис
Народився в Полоцькому воєводстві в сім'ї Юрія і Євфросинії. Після студій риторики в Полоцьку вступив до Василіянського Чину. По складенні вічних обітів навчався філософії і богослов'я в Єзуїтській колегії у Браунсберзі (вступив 7 жовтня 1695 р. у 25-річному віці, а завершив навчання у квітні 1700 р.). Після закінчення студій був проповідником у митрополичій катедрі у Вільні, потім настоятелем василіянських монастирів в Ушачі, Білій і архімандритом у Полоцьку. Від 1708 р., тоді ще протоархимандрит василіян, Лев Кишка пропонував його кандидатуру на архієпископа Смоленського. Номінацію отримав 1711 р., за іншими даними 1714 р. 10 вересня 1711 був призначений на цю посаду. 16 лютого 1714 р. його підпис був під актом обрання Льва Кишки на митрополита Київського, Галицького і всієї Руси.